# Johannes Wilhjelm
Pour les articles homonymes, voir Wilhjelm.
Johannes Martin Fasting Wilhjelm (1868-1938) est un peintre danois. Fortement influencé par Kristian Zahrtmann, il a peint des paysages lumineux et colorés alors qu'il voyageait en Italie. Il a également peint des œuvres religieuses et des portraits. Il s'est fréquemment rendu dans la communauté des peintres de Skagen dans le Nord du Jutland où il a peint des scènes de dunes et de plages.

## Enfance et scolarité
Né à Nakskov, Wilhjelm est diplômé du lycée en 1887. Après avoir étudiée à l’école technique d'Harald Foss à Copenhague, il entre à l'Académie royale des beaux-arts du Danemark en 1888. Il suit ensuite les cours de P.S. Krøyer au Kunstnernes Frie Studieskoler (en) de 1892 à 1894. Plus tard, en 1903, il étudie une année avec Kristian Zahrtmann.

## Carrière
En 1893, Wilhjelm voyage en Italie avec Kristian Zahrtmann, se liant fortement d'amitié avec lui, amitié fortifiée par le mariage de son frère avec la sœur de Zahrtmann la même année. Zahrtmann influence fortement sa peinture, en particulier quand Wilhjelm suit les cours de son école à Copenhague en 1903. Dans certaines de ses premières œuvres, dont Bøn om Regn et Vinhøst I Abruzzerne, Wilhjelm emploie un style frieze-like relief que Zahrtmann décourageait grandement. Par contraste, ses œuvres lumineuses et colorées d'Italie, surtout celles de Civita d'Antino comme Motiv fra en Procession i Appenninerne révèlent l'influence de Zahrtmann. Plus tard il peint les landes du Jutland comme dans Idyl paa Heden (1908). Ses dernières œuvres comprennent des personnages religieux et des retables comme Daphnis og Chloë (1906) et un certain nombre de portraits,.

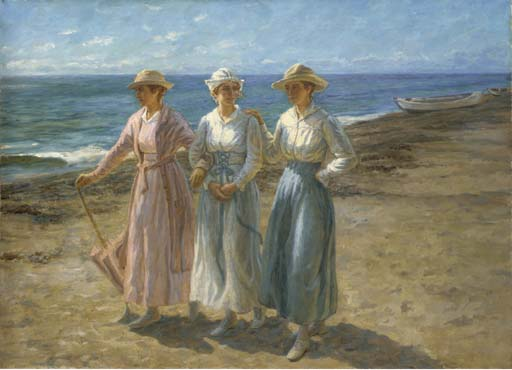
Johannes Wilhjelm : Sur la plage de Skagen

Wilhjelm rejoint les peintres de Skagen dans le Nord du Jutland où il peint de 1910 à 1916. À partir de 1916, il détient une maison à Skagen Østerby. Ses œuvres comprennent des scènes de dunes autour de l'Église ensablée de Skagen ou de la plage de Sønderstrand où il se sert parfois de ses filles comme modèle. Plusieurs de ses tableaux sont exposés au Musée de Skagen, dont Malerinder på Skagen (1912) et un portrait de Michael Ancher au Brøndums Hotel.
Il a exposé au Kunsthal Charlottenborg chaque année de 1893 à 1939 ainsi qu'au Den Frie Udstilling et lors de diverses expositions en Italie, France, Norvège, Allemagne et Grande-Bretagne. De 1905 à 1914 il est membre du comité permanent de Charlottenborg et il siège de 1914 à 1922 à l'Académie.

## Prix
Wilhjelm reçoit la Médaille Eckersberg en 1910 et 1911.